# Achajos
Achajos (gr. Ἀχαιός, Achaiós) (zm. 213 p.n.e.) – wódz seleukidzki, zarządca Azji Mniejszej od 223 p.n.e., pretendent do tronu państwa Seleucydów od 221 p.n.e. do swej śmierci. Syn Andromacha, bratanka króla państwa Seleucydów Antiocha I Sotera, brat Laodiki II żony króla państwa Seleucydów Seleukosa II Kallinikosa, mąż Laodiki, córki króla Pontu Mitrydatesa II i królowej Laodiki, córki króla państwa Seleucydów Antiocha II Theosa i jego pierwszej żony Laodiki I.
W roku 223 p.n.e. Achajos będący wtedy wodzem wojsk seleukidzkich, brał udział w kampanii Seleukosa III Keraunosa przeciwko królowi Pergamonu Attalosowi I. Podczas tejże wyprawy Seleukos zginął zamordowany, a Achajos, będący bardzo popularnym wodzem w armii i na dodatek osobą spokrewnioną z dynastią, był potencjalnym kandydatem do władzy w oczach swoich żołnierzy. Władzy jednak nie przyjął, ogłaszając królem młodego Antiocha, brata zamordowanego.
Młody władca otrzymał poparcie armii w Antiochii Syryjskiej, mianował Achajosa zarządcą całej Azji Mniejszej i wydał mu rozkaz kontynuacji wojny z Attalosem.
Achajos, jako dobry wódz i żołnierz, prowadził wojnę z królestwem Pergamonu osiągając znaczne sukcesy, odbierając liczne terytoria i w końcu zamykając nawet Attalosa w stolicy swojego państwa w oblężeniu.
Antioch tymczasem najpierw zaangażował się w konflikt z Lagidami o Celesyrię, a następnie, przerywając kampanię przeciw Egiptowi, skierował się na Wschód w celu likwidacji uzurpacji tamtejszych satrapów Molona i Aleksandra. Latem 221 p.n.e. Seleukida wkroczył do północnej Medii, tzw. Atropatene, z prewencyjną wyprawą, mającą na celu zastraszenie miejscowych władców.
W tym właśnie czasie, podczas pobytu Antiocha w północnej Medii, Achajos ogłosił się królem.
Nie wiadomo do końca jakimi kierował się pobudkami. Z jednej strony wskazuje się na to, że dotarły do niego informacje o śmierci Antiocha, z drugiej zaś, że chodziło o rozgrywki między nim a wszechwładnym ministrem Hermiasem z Karii, znajdującym się w otoczeniu młodego króla i posiadającego licznych wrogów, w tym Achajosa.
Achajos ze swą armią ruszył w kierunku stolicy państwa, Antiochii. Nie dotarł tam jednak, gdyż jego właśni żołnierze odmówili wojny przeciw legalnemu władcy. Nie mając wyjścia Achajos zawrócił i przygotowywał się do konfrontacji z Antiochem, który tymczasem powrócił już z wyprawy przeciw rebeliantom na wschodzie i zamierzał kontynuować wojnę z Egiptem o Celesyrię. Tym samym zlekceważył Achajosa, odkładając rozprawę z nim na później, być może dowiadując się o jego kłopotach z wojskiem. Ruszając przeciwko Ptolemeuszom, Antioch zabezpieczył sobie tyły przed Achajosem układem z Attalosem I, który podjął kampanię przeciw rebeliantowi. Zapewne Antioch poczynił jakieś obietnice terytorialne władcy Pergamonu (najprawdopodobniej obiecał mu część ziemi, którymi władał Achajos) w zamian za wyświadczoną przysługę. Poza tym Achajos był jednak zbyt słaby, aby realnie zagrozić panowaniu Antiocha, mógł jednak niebezpiecznie destabilizować sytuację na tyłach Seleukidy.
Po zakończeniu (i przegraniu) wojny z Ptolemeuszami (klęska pod Rafią w 217 p.n.e.), Antioch postanowił rozwiązać kwestię Azji Mniejszej. Wojna z krewniakiem zajęła Antiochowi dość sporo czasu, bo aż ok. 2 lat. Działając w porozumieniu z królem Pergamonu udało się w końcu odebrać Achajosowi niemal wszystkie terytoria, a jego samego zamknąć w oblężeniu Sardes w 213 p.n.e.
Tam buntownik był bardzo dobrze umocniony, ale dał się podstępnie złapać w pułapkę i został wydany w ręce Antiocha, który go skazał na śmierć.